# Ludwig Zettler
Ludwig Zettler (* 27. Juni 1871 in München; † 25. November 1940 in Traunstein) war ein deutscher Jurist und Politiker (Zentrum).

## Leben
Der ausgebildete Jurist Ludwig Zettler, wohnhaft in Regensburg, war Landgerichtsrat. In Nachfolge des verstorbenen Anton Lang vertrat er in der 21. Wahlperiode (1912–1918) des 36. Landtags (1912–1918) ab dem 30. September 1915 bis 1918 in der Abgeordnetenkammer der bayerischen Ständeversammlung als Abgeordneter für die Zentrumspartei den niederbayerischen Wahlkreis Kelheim.
Zum 31. Januar 1917 wurde er Mitglied im I.Ausschuss für die Geschäftsordnung. Zum 15. März 1917 übernahm er in diesem Ausschuss das Amt des Schriftführers. Die gleiche Aufgabe nahm er im Ausschuss zur Beratung des Entwurfs eines Gesetzes über die Änderung der Gemeindeordnungen, des Distriktsratsgesetzes, des Verwaltungsgerichtsgesetzes und der Änderung der Geschäftsordnung (2. August 1918) wahr. 